# William Gemmell Cochran
William Gemmell Cochran (15. července 1909, Rutherglen, Skotsko – 29. března 1980, Orleans, Massachusetts) byl skotský matematik, který většinu života působil ve Spojených státech amerických. Zabýval se především statistikou.
Cochran studoval na Glasgowské univerzitě a později na Cambridgeské univerzitě. Později působil především ve Spojených státech, pracoval například na Princetonské univerzitě a Harvardově univerzitě.